# Старость (пьеса)
«Старость» (др.-греч. Γῆρας) — комедия древнегреческого драматурга Аристофана (V—IV века до н. э.). Дата постановки неизвестна, текст пьесы практически полностью утрачен. Сохранился только ряд коротких фрагментов, процитированных более поздними античными и средневековыми авторами (фрг. 302—321). Из них антиковеды заключают, что хор в пьесе состоял из стариков, старавшихся не уступать молодым.